# Nguyễn Hữu Nhị
Nguyễn Hữu Nhị (sinh 1958) là đại biểu Quốc hội Việt Nam khóa 12, thuộc đoàn đại biểu Nghệ An.